# إليوت غودفري
إليوت غودفري (22 فبراير 1983 بتورونتو في كندا - ) هو لاعب كرة قدم كندي في مركز الوسط. شارك مع منتخب كندا تحت 17 سنة لكرة القدم ومنتخب كندا تحت 20 سنة لكرة القدم. أما مع النوادي، فقد لعب مع بوريهام وود إف سي ونادي واتفورد وهامبتون أند ريتشموند بورو وStaines Town F.C. ‏ وHendon F.C. ‏ وإيه أف سي ويمبلدون ونادي ويلدستون لكرة القدم.

## وصلات خارجية
- إليوت غودفري على موقع قاعدة بيانات كرة القدم.إي يو (الإنجليزية)
- إليوت غودفري على موقع Soccerbase.com (لاعب) (الإنجليزية)